# 四十五烷
四十五烷是一种有机化合物，化学式为C45H92，它可经Blaise酮合成、基斯内尔-沃尔夫还原制得。它在760 mmHg时的沸点为554 °C，安托万常数为A=7.1829，B=2482.3，C=23.0。它的临界点为965.59 K、7.69 bar。它是菖蒲（Acorus calamus L.）根茎的提取物之一。